# КТМ/КТП-2
КТМ-2 (Кировский трамвайный моторный, тип 2) — советский моторный двухосный трамвай с цельнометаллическим кузовом, КТП-2 (Кировский трамвайный прицепной, тип 2) — прицепной двухосный трамвайный вагон, предназначенный для совместной эксплуатации с КТМ-2. КТМ/КТП-2 представляли собой дальнейшее развитие трамваев КТМ/КТП-1. Опытные образцы были изготовлены в 1957 году, а серийное производство велось с 1958 по 1969 годы, до начала серийного выпуска вагонов модели КТМ-5. Всего было построено около трёх тысяч поездов. КТМ/КТП-2 односторонние и предназначены для работы на нетупиковых линиях. Их внешний вид значительно проще по сравнению с КТМ/КТП-1, а именно они представляют собой прямоугольную коробку с немного скошенными краями.
В коронной фразе юмориста Михаила Жванецкого «…поезжайте в Аркадию на стареньком пятеньком трамвайчике…», имеются в виду именно КТМ/КТП2, работавшие на 5-м маршруте в Одессе, в то время как во многих других были уже трамваи поновее.

## Предпосылки к созданию
Бурный рост промышленности СССР в середине 1950-х годов потребовал коренного пересмотра транспортного обеспечения городов. Работников крупных предприятий (с числом работающих от 5000 человек и выше) уже невозможно было расселить в компактных призаводских посёлках. Требовалось организовать доставку к месту работы сотрудников, проживающих в различных частях города. В 50-х годах такая транспортная задача могла быть решена только трамваем, поскольку автобусы и троллейбусы тех лет могли обеспечить пассажиропоток на линиях порядка 8 тысяч человек в час, а трамвай — порядка 18 тысяч человек в час. В связи с этим в конце 50-х годов началось строительство новых трамвайных систем в ряде городов СССР — Красноярске, Ангарске, Бийске, Комсомольске-на-Амуре. В 1957 году промышленность СССР серийно выпускала трамвайные поезда КТМ/КТП-1, вагоны МТВ-82, ЛМ-49, которые к указанному времени уже морально устарели: были тихоходными, тормозная система не обеспечивала безопасности при увеличенной плотности движения. В связи с этим в СССР активно велась разработка новых типов трамвайных вагонов: на Рижском вагоностроительном заводе — РВЗ-6, на Ленинградском ВАРЗе — ЛМ-57. Эти вагоны должны были получить косвенную реостатно-контакторную систему управления (ЛМ-57 её так и не получил), магниторельсовые тормоза, подрезиненные колеса, облегчённый кузов. Указанные технические решения позволяли увеличить пусковое ускорение вагонов с 0,75 м/с² до 1,5 м/с², тормозные замедления — с 1 м/с² до 3 м/с² и максимальную скорость с 40 км/ч до 65 км/ч.
На Усть-Катавском вагоностроительном заводе также приступили к разработке новой модели трамвая, отвечающего указанным выше требованиям. Одновременно велась работа над двухосным трамваем и над четырёхосным. В 1957 году был готов проект, а в 1958 году — опытный образец поезда из двухосных вагонов КТМ/КТП-2.

## Описание конструкции
Вагоны КТМ/КТП-2 по основным размерам и компоновке были аналогичны предшественникам КТМ/КТП-1, но существенно отличались от них по техническим характеристикам и конструктивному решению ряда узлов.

### Кузов
Вагоны КТМ/КТП-2 имели несущий кузов со стальным остовом, обшитым стальными листами. Крыша вагонов изготавливалась из стеклопластика. Кузов имел достаточно простую форму.
Двери ширмового типа с пневматическим приводом располагались в переднем и заднем свесе кузова. Управление открытием и закрытием дверей осуществлялось с помощью пневматических кранов, один из которых был расположен в кабине у водителя, а другой в прицепном вагоне у кондуктора. Управление дверями моторного и прицепного вагонов было сблокировано.
Изнутри кузов отделывался фанерой и покрывался лаком. В отличие от КТМ/КТП-1 сиденья в вагонах КТМ/КТП-2 были мягкими. Пассажиры сидели лицом вперед.
Кузов освещался светильниками с лампами накаливания.
По сравнению с КТМ/КТП-1 новинкой было отопление и принудительная вентиляция салона моторного вагона. Для этого под полом кузова был смонтирован вентилятор, который забирал воздух из канала, расположенного в потолке салона и направлял этот воздух в коробку с пуско-тормозными реостатами. Проходя через реостаты воздух нагревался и вновь выбрасывался в салон через канал, расположенный в полу. В летнее время нагретый воздух выбрасывался под вагон. Для отопления салона на остановках и длинных перегонах в коробке пуско-тормозных сопротивлений была смонтирована электрическая печь, мощность которой ступенчато изменялась от 1,5 кВт до 4,5 кВт специальным переключателем, расположенным в кабине водителя.
На первых трамваях КТМ/КТП-2 прицепной вагон не отапливался, но впоследствии для отопления прицепного вагона установили 10 электрических печей, суммарной мощностью 7 кВт. Аналогичные печи получил и моторный вагон.

### Ходовая часть
Вагоны КТМ/КТП-2 не имели тележек. Колёсные пары подвешивались на полуэллиптических рессорах непосредственно к раме кузова.
По сравнению с КТМ/КТП-1 ходовая часть претерпела существенные изменения. Во-первых, были применены подрезиненные колёса, а не жёсткие, как у КТМ/КТП-1 и других старых вагонов. Во-вторых, применены буксы с роликовыми подшипниками (на КТМ/КТП-1 — подшипники скольжения). Эти нововведения позволили снизить шум, создаваемый вагонами и увеличить межремонтный интервал ходовой части.
Привод каждой из колёсных пар осуществлялся от своего двигателя, который подвешивался к раме кузова, причем ось вращения двигателя располагалась продольно. Передача крутящего момента от двигателя к колёсной паре осуществлялась посредством карданного вала (от автомобиля МАЗ-200) и двухступенчатого редуктора, закреплённого на оси колёсной пары. Первая ступень редуктора — коническая, вторая — цилиндрическая.

### Пневматическое оборудование
Вагоны КТМ/КТП-2 имели обширный набор пневматического оборудования: привод тормозов, привод дверей, привод песочниц, привод предохранительной сетки и стеклоочистителя. Кроме того, сжатый воздух использовался для подачи звуковых сигналов, причём последние подавались не звонком с пневмовибратором, как у большинства вагонов, а тифоном, дававшим солидный басовитый звук (как у тепловоза). Звонок у КТМ-2 тоже был, но имел только ножной привод.
Для подачи сжатого воздуха на моторном вагоне был установлен мотор-компрессор Э-300. Воздух запасался в двух резервуарах. В системе имелись предохранительный клапан и реле давления, автоматически отключающее мотор-компрессор при повышении давления в резервуаре до рабочего значения и включающее его при снижении давления.
Управление пневматическим оборудованием осуществлялось водителем с помощью трёх кранов: тормозного, дверного и крана стеклоочистителя.

### Электрическое оборудование
Вагон КТМ-2 получает энергию от контактной сети с напряжением 600В посредством бугельного токоприемника. Вторым проводником в цепи «тяговая подстанция — трамвайный вагон» является рельсовый путь. Для подавления искрения, создающего помехи радиоприёму, КТМ-2 оснащён радиореактором, который установлен на крыше вагона за токоприёмником.
Вагон КТМ-2 оборудован непосредственной системой управления тяговыми двигателями, вагон КТП-2 электротягового оборудования не имеет.
Электрическая силовая часть вагона КТМ-2 включает в себя тяговые двигатели, пускотормозные сопротивления, контроллер непосредственной системы управления, автомат защиты, электропневматический контактор безопасности.
Тяговые электродвигатели типа ДК-254Б (два), выполненные на номинальное напряжение 600В, последовательного возбуждения с независимыми обмотками подмагничивания главных полюсов. Подмагничивание необходимо для служебного реостатного торможения. На вагонах КТМ-1 двигатели не имели подмагничивания и реостатное торможение не могло использоваться в качестве служебного.
Контроллер кулачковый МТ-30, имеет 21 пусковую позицию и 12 тормозных. Пуск вагона производился на позициях с 1 по 10 со введёнными реостатами при последовательном соединении двигателей. 11-я позиция ходовая — безреостатная при последовательном соединении двигателей и полном возбуждении. После 11-й позиции следуют три переходные позиции П1, П2, П3, на которых производится переключение соединения двигателей с последовательного на параллельное путём замыкания одного из двигателей. Далее следуют позиции 12-16 при параллельном соединении с постепенным выводом реостатов и наконец — 17-я — безреостатная при параллельном соединении двигателей и ослабленном возбуждении. Ослабление возбуждения достигалось изменением направления тока в независимых обмотках подмагничивания. Такая схема ослабления возбуждения позволяет обеспечить хорошую приспосабливаемость тяговых двигателей к нагрузке. При малой нагрузке ток в цепи якорей и, следовательно, основных сериесных обмоток возбуждения мал. Размагничивающее влияние независимой обмотки возбуждения велико. В результате возбуждение двигателя ослаблено, и вагон развивает наибольшую скорость. При увеличении нагрузки ток в цепи сериесных обмоток растёт, их магнитное поле многократно превосходит размагничивающее действие дополнительной обмотки. В результате сила тяги двигателя возрастает. Такой тип ослабления возбуждения называется противокомпаундным.
При торможении контроллер формирует отключённую от контактной сети цепь, в которую входят перекрёстно соединённые тяговые двигатели и пуско-тормозные сопротивления. При этом обмотки подмагничивания получают питание от контактной сети. Наличие независимых обмоток подмагничивание обеспечивает быстрое (с задержкой не более 0,75 секунды) самовозбуждение двигателей, работающих в генераторном режиме, что позволяет использовать реостатное торможение в качестве служебного для снижения скорости вплоть до 2-3 км/ч. На вагонах старых типов (включая КТМ-1, ЛМ-49, МТВ-82), где двигатели не имели независимого подмагничивания, их самовозбуждение в генераторном режиме происходило только на скорости выше 10 км/ч и с существенной задержкой — от 2 до 3 секунд. Поэтому реостатное торможение не могло быть использовано в качестве служебного.
Для торможения прицепного вагона (при работе реостатного тормоза на моторном) использовался соленоид, приводивший в действие тормозные колодки. Соленоид питался током реостатного торможения по специальному кабелю, соединяющему вагоны. Применение соленоида оказалось неэффективным. Нелинейная зависимость силы тяги соленоида от тока не позволяла выравнивать тормозные моменты моторного и прицепного вагонов. Кроме того, при перегорании обмотки соленоида на моторном вагоне исчезало реостатное торможение, поэтому от применения соленоида скоро отказались.
Наличие большого числа пусковых позиций у контроллера позволяло обеспечить плавный (без рывков) разгон с повышенным ускорением — до 1,2 м/с2. У вагонов КТМ-1 (с контроллером МТ-22, имевшим всего 7 реостатных позиций, максимальное ускорение составляло всего 0,75 м/с2).
Реверсирование вагона осуществлялось изменением направления тока в цепи якорей тяговых двигателей. Для этого контроллер имел реверсивный барабан, приводимый в действие съёмной рукояткой. С помощью реверсивного барабана осуществлялось также отключение неисправного двигателя. Контроллер имел механизм блокировки валов, не позволяющий поворачивать главный вал при нулевом положении реверсивного барабана и реверсивный барабан при ненулевой позиции главного вала. Механизм блокировки также не позволял поворачивать главный вал дальше 13-й ходовой позиции и на тормозные позиции при отключении неисправного двигателя.
Вспомогательное электрическое оборудование вагона включало в себя мотор-компрессор, цепи освещения, цепи отопления и цепи звонковой сигнализации. Управление вспомогательными цепями было сосредоточенно на специальном щите в кабине водителя. Кнопки звонковой сигнализации были установлены около дверей и около места кондуктора.
Защита вспомогательных цепей осуществлялась плавкими предохранителями.
Для защиты от грозовых перенапряжений вагоны первых выпусков оснащались роговыми разрядниками, а последних — вилитовыми.
Освещение салона осуществлялось лампами накаливания, соединёнными последовательно.
Вагоны были оборудованы громкоговорящим устройством для информирования пассажиров об остановках. Поскольку низковольтной подсистемы вагоны не имели, для питания громкоговорящего устройства использовались сухие батареи. Одного комплекта батарей хватало на 2 смены. Для аварийного освещения кабины водителя использовался батарейный фонарь.

### Тормоза
Вагоны КТМ/КТП-2 имели три тормозных системы: электродинамическую реостатную, колодочно-дисковую с пневматическим и ручным приводом, магниторельсовую.
Для дотормаживания вагона после истощения реостатного торможения используется колодочно-дисковый тормоз. Тормозной вентилируемый диск насажен на ось каждой колесной пары. К диску прижимаются колодки. Привод колодок осуществляется как от пневматической системы (а на прицепном вагоне ещё и соленоидом), так и от штурвальной колонки.
Пневматический тормоз имел двойное управление: прямое неавтоматическое от крана водителя и автоматическое. Автоматическое торможение срабатывало в следующих случаях: при истощении или невключении реостатного торможения (для этого в электрическую цепь было включено электропневматическое реле), если рукоятка контроллера была установлена на одну из тормозных позиций; при разрыве поезда, срыве стоп-крана или при отпускании водителем педали безопасности. При разрыве поезда, срыве стоп-крана или при отпускании педали безопасности электропневматический контактор отключал от контактной сети тяговые двигатели и включал магниторельсовые тормоза. Для торможения прицепного вагона при разрыве поезда использовался специальный аварийный резервуар.
Новшеством по сравнению с вагонами КТМ/КТП-1 явилось применение магниторельсового тормоза как на моторном, так и на прицепном вагоне. Магниторельсовые тормоза получали питание как от контактной сети через реостаты при экстренном торможении, так и от тяговых двигателей, работающих в режиме генератора, при служебном торможении. Включение магниторельсовых тормозов осуществлялось электропневматическим контактором при разрыве поезда (на прицепном вагоне по причине отсутствия источника электропитания магниторельсовые тормоза при разрыве не включались), срыве стоп-крана, отпускании педали безопасности, а также при установке крана водителя в положение экстренного тормоза. Магниторельсовые тормоза могли быть включены водителем для служебного торможения с помощью ножного переключателя. Для контроля целостности цепи магниторельсовых тормозов, через них постоянно протекал небольшой ток (через сопротивление), контролируемый амперметром. Магниторельсовые тормоза появились на вагонах не сразу. Опытные и первые серийные образцы вагонов их не имели.
Одновременное действие всех трёх тормозных систем обеспечивало замедление 3 м/с².

## Оценка проекта
Вагоны КТМ/КТП-2 заслуживают неоднозначной оценки.
С одной стороны безнадёжно устаревшие уже в начале 50-х годов двухосная схема и непосредственная система управления обуславливали ряд недостатков:
- КТМ/КТП-2 сильно скрипели на поворотах (этот недостаток унаследовали сменившие его вагоны Татра Т3);
- была сильной продольная качка;
- управление вагоном требовало немалых усилий и точно выверенных действий со стороны водителя.

С другой стороны в вагонах были применены новые технические решения:
- многопозиционный контроллер;
- двигатели с обмотками подмагничивания;
- магниторельсовые тормоза;
- подрезиненные колеса.

По сравнению с КТМ/КТП-1 КТМ/КТП-2 отличались:
- меньшим шумом, создаваемым ходовой частью вагона;
- бо́льшими скоростью и ускорением;
- отоплением салона;
- меньшим уровнем радиопомех.

Но основные недостатки вагонов КТМ/КТП-1 все таки остались:
- сильно шумел компрессор;
- планировка салона была неудобной.

Кроме того, расположение органов управления в кабине водителя по сравнению с КТМ-1 стало неудобным. Контроллер МТ-30 был значительно выше контроллеров ДК-4, МТ-22 или МТ-1, применяемых на вагонах КТМ-1, что делало практически невозможным управление вагоном сидя, особенно низкорослым водителям. Ручка контроллера была очень тугая из-за большого количества контактов. Ручка тормозного крана упиралась в живот (или грудь) водителя.
По эксплуатационным качествам вагоны КТМ/КТП-2 превосходили старые довоенные и первые послевоенные вагоны, но существенно проигрывали новым вагонам ЛМ-57, РВЗ-6 и начавшим поступать в СССР чехословацким Татрам Т3. Однако этих вагонов было недостаточно, большинство трамвайных хозяйств не могли эксплуатировать конструктивно сложные вагоны. Поэтому КТМ/КТП-2 получили распространение во многих электротранспортных хозяйствах СССР.
Пассажиры не любили эти вагоны за низкий уровень комфорта, водители — за неудобное рабочее место, а ремонтники — за усложнённую по сравнению со старыми вагонами конструкцию.
В конце 1950-х годов в СССР начался выпуск угловатых шкафов и сервантов, и КТМ-2, также угловатый, достаточно быстро получил прозвище «шкаф» или «сервант».

## Серийный выпуск
В 1958 году был построен первый опытный вагон, а с 1960 года началось серийное производство, которое продолжалось до 1969 года. Всего было выпущено более 3500 поездов КТМ-2/КТП-2. Списание трамвайных поездов КТМ-2/КТП-2 началось в 1970-х годах: так, в Ижевске и Самарканде они были выведены из эксплуатации ещё в 1973 году. Причём в Самарканде было тем самым ликвидировано и трамвайное движение вообще. В некоторых городах они, наоборот, проработали до 1980-х годов, например в Днепропетровске — до 1985 года, Одессе — до 1987 года, в Каменском — до 1982 года, Череповце - до 1984 года

## Распространение
КТМ/КТП-2 работали в очень многих городах, поэтому проще указать трамвайные сети, где этих трамваев не было. В РСФСР этими сетями были  Волчанская, Златоустовская, Коломенская, Краснотурьинская, Курская, Ленинградская, Московская, Ногинская, Рязанская, Смоленская, Свердловская, Ульяновская, Ярославские трамвайные сети. На Украине это была Киевская трамвайная сеть.
Эти вагоны не были любимы из-за ряда недостатков, таких как: неважная рама, которая изготавливалась из гнутого профиля, а не из швеллера, небольшая скорость движения, малая вместимость салона, сильный грохот компрессора, масло, выливающееся из редуктора на пути, скрип на поворотах, шипение тормозов и пневмосистемы.
Но поскольку объёмы производства рижских трамваев РВЗ-6 и импорта чехословацких трамваев «Татра» не позволяли работать им одновременно во всех советских городах с трамвайным движением, выбора не было. В немногих городах (как в Киеве, Ленинграде) были собственные трамвайные заводы, которые обслуживали сам город. Поэтому КТМ/КТП-2 получили такое широкое распространение.

## Сохранившиеся экземпляры
В настоящее время сохранилось как минимум 4 вагона КТМ-2:
- в Прокопьевске, установлен в качестве памятника у трамвайного депо № 1[9];
- в Ростове-на-Дону, служебный вагон энергослужбы[10];
- в Темиртау, отреставрирован в 2009 году, в 2018 году установлен в качестве памятника в парке на проспекте Республики[11] .